# Luigi Maria d'Albertis
Luigi Maria d'Albertis (Voltri, 21 novembre 1841 – Sassari, 2 settembre 1901) è stato un esploratore, naturalista, botanico e filantropo italiano.
Nato a Voltri, nella via ora intitolata a lui, da una famiglia benestante (il padre possedeva e dirigeva con i cugini un'industria laniera) ebbe tuttavia un'infanzia infelice. Rimasto orfano di padre quando ancora era in tenera età, fu affidato ad uno zio dalla madre che, risposatasi, si era dovuta trasferire a Napoli.

## Biografia
Cugino di un altro celebre esploratore genovese - Enrico Alberto d'Albertis - Luigi frequentò il collegio delle Missioni a Savona e si appassionò agli insegnamenti del missionario lazzarista e naturalista Armand David, famoso più tardi per aver fatto conoscere in Europa centinaia di animali provenienti dalla Cina.

### Con i Mille di Garibaldi
A diciannove anni si aggregò alla spedizione dei Mille nella marcia verso Palermo, e in seguito viaggiò in lungo e in largo per l'Europa. Si unì poi con entusiasmo al gruppo dei naturalisti genovesi capeggiati dal marchese Giacomo Doria, capo di un cenacolo di naturalisti genovesi, e imparò i rudimenti delle scienze naturali e della tassidermia, cioè dell'arte di impagliare gli animali necessaria per poter effettuare spedizioni naturalistiche. Partì quindi per la Nuova Guinea con il celebre botanico Odoardo Beccari.

### La spedizione in Nuova Guinea
Dal 1871 al 1873 d'Albertis compì una serie di spedizioni in Nuova Guinea, spedizioni che dovette però poi interrompere per ragioni di salute. Si stabilì perciò a Sydney dove ebbe modo di conoscere George Bennett il quale lo mise in contatto con il British Museum di Londra.

Al museo londinese d'Albertis inviò gran parte degli esemplari di uccello del Paradiso (immagine sopra) che erano stati da lui uccisi affinché fossero accuratamente studiati.

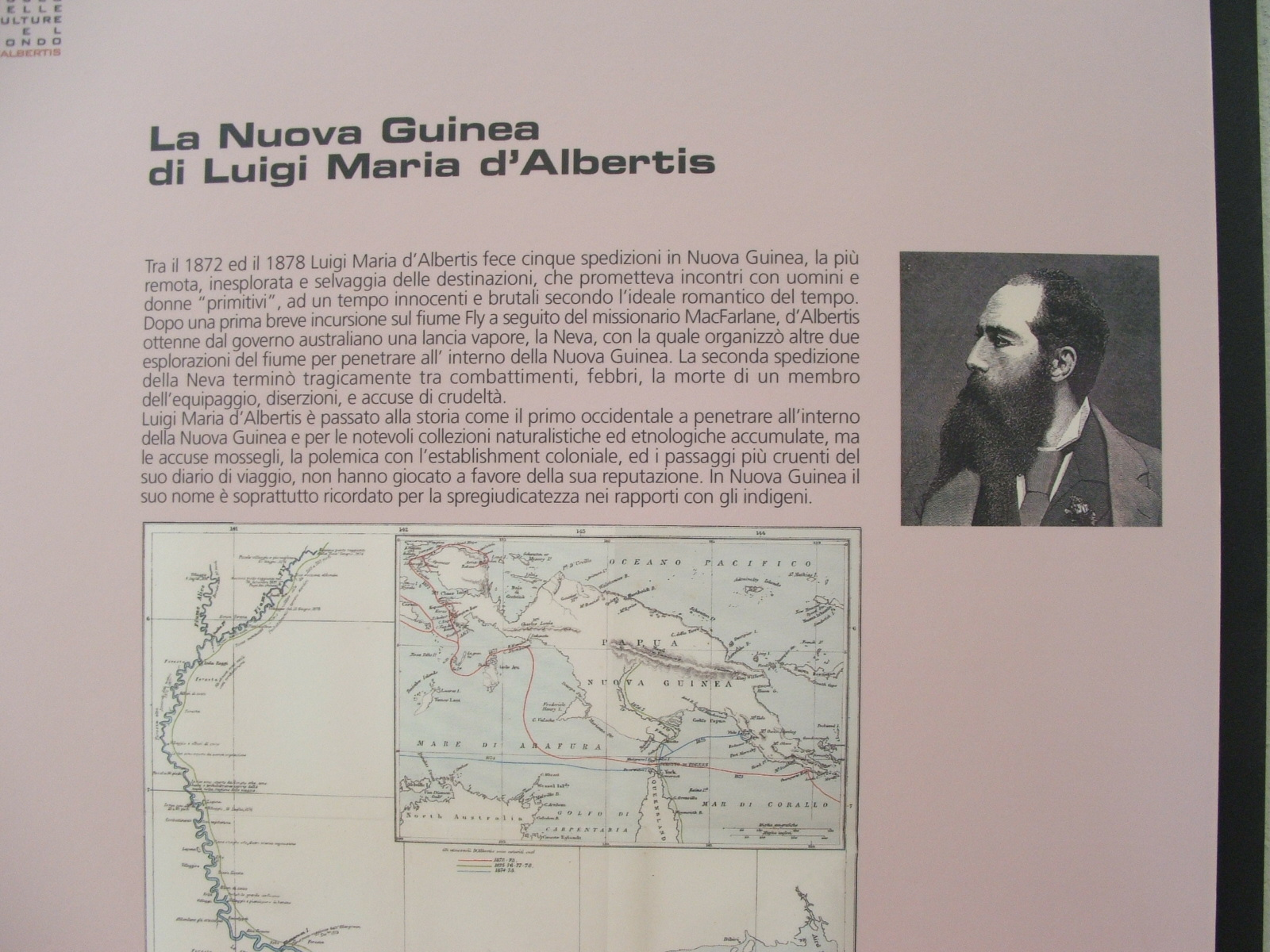
Il piano di viaggi in Nuova Guinea

La Nuova Guinea nell'Ottocento era ancora quasi completamente inesplorata perché non presentava particolari interessi economici, essendo presumibilmente priva di risorse naturali, come oro e pietre preziose. Aveva poi un clima malsano e in più era abitata da tribù guerriere.
L'interesse quindi era esclusivamente naturalistico, perché si pensava che fosse abitata da grandi animali. Infatti sulla costa erano state trovate tracce di escrementi tali da presupporre l'esistenza di animali di grosse dimensioni, come ad esempio il rinoceronte.
Le sue conoscenze di storia naturale, che inizialmente erano da autodidatta, si approfondirono in seguito, tanto da consentirgli di diventare un esperto zoologo, botanico e antropologo.

Delle cinquecentocinque specie di uccelli da lui esaminate, ben cinquanta erano prima d'allora sconosciute, per non parlare degli insetti, dei serpenti e della piante.

### La spedizione sul fiume Fly
Nel 1876 d'Albertis ripartì con un'altra spedizione lungo il fiume Fly, su una piccola lancia chiamata Neva. Era accompagnato da un giovane australiano, Lawrence Hargrave, con funzioni di macchinista. Hargrave era famoso per aver costruito dei modellini di prototipi di aereo, tanto che gli stessi fratelli Wright si basarono sui suoi calcoli per la costruzione dei primi aerei effettivamente volanti.
Tale personaggio si rivelò fondamentale per il successo della spedizione: certamente era abilissimo ad aggiustare con mezzi di fortuna le frequenti rotture delle macchine o dello scafo. Però, essendo D'Albertis e Hargrave due uomini dalla personalità prorompente, la coabitazione su una piccola barca li portò a gravi litigi e a incomprensioni che sfociarono in una vera guerra di reciproche calunnie.
Risalendo il fiume Fly giunse fino alle sorgenti e cartografò i Monti Vittorio Emanuele, da lui così chiamati in onore a Vittorio Emanuele II.

### L'ultima spedizione

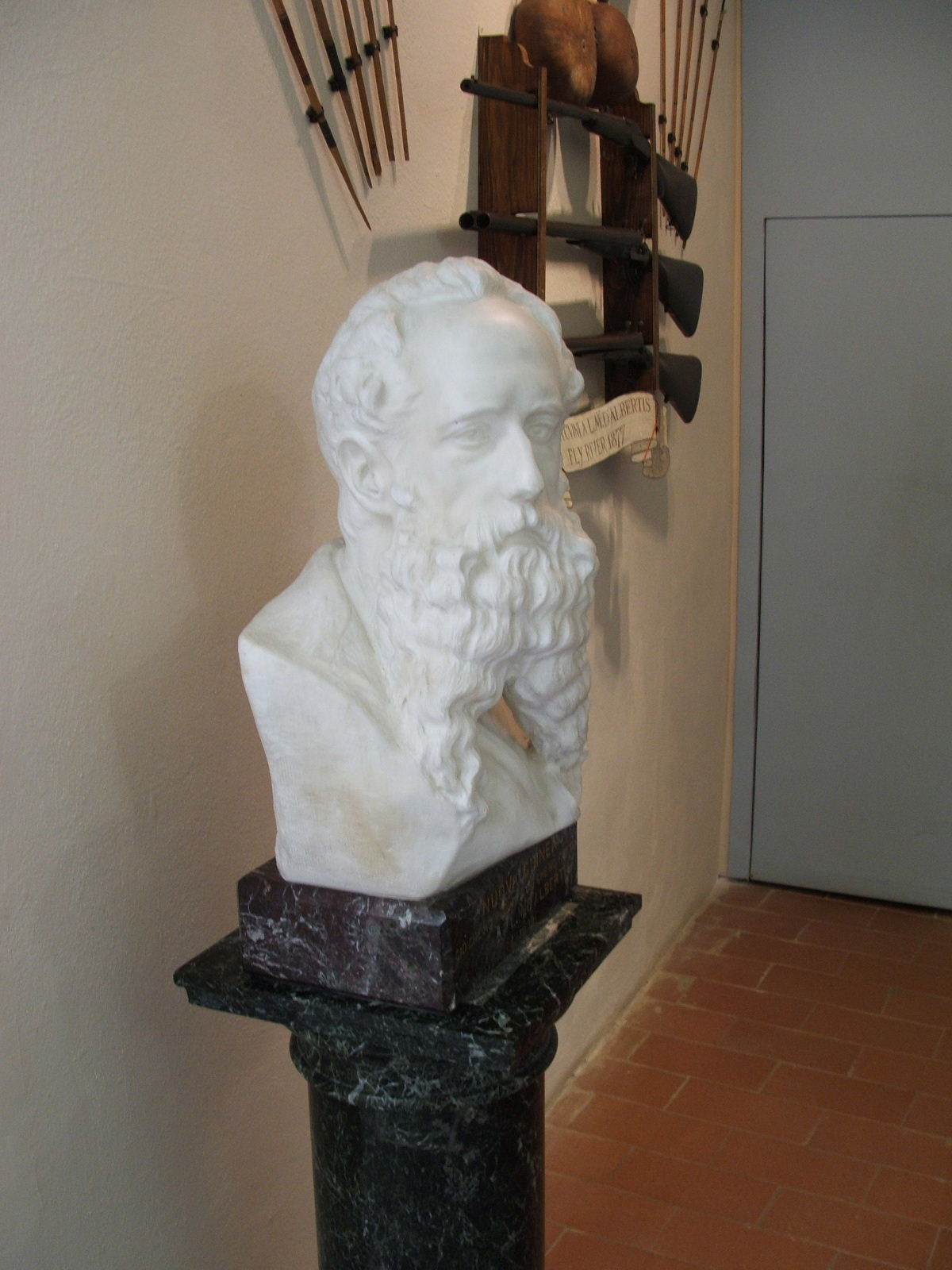
Statua di d'Albertis
al Museo delle Culture del Mondo

L'esploratore compì l'ultima spedizione lungo il fiume Fly nel 1877, unico uomo bianco con un equipaggio di nativi ed ex galeotti cinesi. Per difendersi durante la notte, non potendosi chiudere a chiave, fece credere al suo equipaggio di essere uno stregone, capace persino di bruciare il mare, incendiando dell'alcool al posto dell'acqua. In questo modo li indusse a rispettarlo per timore di rappresaglie da parte del suo spirito. Riuscì così a portare a termine con successo la sua impresa, anche se ritornò irrimediabilmente minato nel fisico.
Nel 1880 pubblicò, prima in lingua inglese e poi in italiano ed in francese, il diario dei suoi viaggi, con il titolo Alla Nuova Guinea, quello che ho veduto e quello che ho fatto. Al ritorno in Italia si rifugiò in Sardegna, dove visse quasi isolato, in compagnia di cani e di una volpe. Morì nel 1901, a 59 anni d'età, lasciando al cugino Enrico Alberto d'Albertis la sua collezione privata di oggetti raccolti in Nuova Guinea.
D'Albertis è sepolto nel cimitero monumentale di Staglieno, a Genova, nel tempio crematorio che porta il suo nome. Fu infatti un fervente assertore della cremazione ed un solido promotore e finanziatore della società di cremazione genovese SO.CREM, che era stata fondata poco prima della sua morte.

La città di Torino gli ha intitolato un lungo viale interno al Parco Ruffini.
| Albertis è l'abbreviazione standard utilizzata per le specie animali descritte da Luigi Maria d'Albertis. Categoria:Taxa classificati da Luigi Maria d'Albertis |